# Pays-Bas au Concours Eurovision de la chanson 2021
Les Pays-Bas sont l'un des trente-neuf pays participants du Concours Eurovision de la chanson 2021. Ils en sont également le pays organisateur, cette édition se déroulant à Rotterdam à la suite de la victoire de Duncan Laurence lors de l'édition 2019 et après l'annulation de l'édition 2020. Le pays est représenté par le chanteur Jeangu Macrooy et sa chanson  Birth of a New Age, sélectionnés en interne par le diffuseur néerlandais AVROTROS. Le pays se classe 23e avec 11 points lors de la finale.

## Sélection
La participation néerlandais au Concours 2021 est impliquée dès l'annulation de l'édition 2020, le pays conservant le droit d'accueil. Rotterdam est reconfirmée en tant que ville hôte lors de la soirée spéciale Eurovision: Europe Shine a Light. Le jour même de l'annulation, AVROTROS confirme que Jeangu Macrooy reste le représentant du pays pour 2021. Sa chanson, intitulée Birth of a New Age est présentée au public le 4 mars 2021.

## À l'Eurovision
En tant que pays hôte, les Pays-Bas sont directement qualifiés pour la finale du 22 mai 2021. Ils s'y classent 23e avec 11 points, tous de la part des jurys, le pays ne recevant aucun point du télévote, tout comme l'Allemagne, l'Espagne et le Royaume-Uni.